# Marzamemi
Marzamemi est une fraction de la municipalité de Pachino dans la province de Syracuse en Sicile.

## Géographie
Marzamemi est situé à 3 km de Pachino et à 20 km de Noto.

## Histoire
Le village est né autour du débarquement, puis est devenu un port de pêche et s’est développé grâce à cette dernière activité, toujours pratiquée aujourd’hui, se dotant également d’une Tonnara, l’une des plus importantes de Sicile. La tonnara de Marzamemi remonte à l'époque de la domination espagnole en Sicile en 1600 sous le règne de Philippe IV. Le 14/02/1655, Simone Calascibetta de Piazza Armerina a été vendue au baron.
En 1752, la construction du palais, de l'église de la tonnara, dédiée à la Bienheureuse Vierge Marie de Monte Carmelo, et des maisons de marins des barons de Calascibetta fut achevée.